# Volčji potok (Konjski potok)
Konjski potok je potok, ki nabira svoje vode v hribovju južno od Litije in je del porečja potoka Reka, ki teče skozi Šmartno pri Litiji in se pri Litiji kot desni pritok izliva v reko Savo. 
Volčji potok se neposredno izliva v Konjski potok, zato ga ne gre zamenjevati z istoimenskim potokom Volčji potok, ki teče nedaleč stran in se neposredno izliva v potok Reka.